# Cutios
Cutios est le 6e mois de l'année chez les Celtes de la protohistoire, année qui commence avec samonios et est marquée par la fête religieuse de Samain. Il est constitué de 29 jours. Il prend place entre les mois de ogronios et de giamonios. Il correspond approximativement au mois d’avril du calendrier grégorien.

## Cutios
Cutios (aussi orthographié Gutios) est le 6e mois de l'année celtique, il se situe entre les mois de ogronios et de giamonios. Il est constitué de 30 jours et est considéré comme un mois néfaste (anmat).

## Étymologie
Selon Xavier Delamarre, le nom de ce mois signifierait « mois des invocations » et serait à rapprocher du mot irlandais guth « voix » et d'un autre terme gaulois gutuater, qui désignait un membre de la classe sacerdotale. Cela pose cependant des difficultés phonétiques, ce qui fait penser à un emprunt à la désignation du mois grec Kooútios, nom régional de Chaléion.

## L'année celtique
L'année celtique était divisée en deux saisons : une saison claire et une saison sombre. La saison claire  commence à Beltaine (1er mai) et se termine avec celle de Samain, elle est consacrée aux travaux agricoles et, dans les contextes guerriers, aux razzias.

### Le calendrier de Coligny

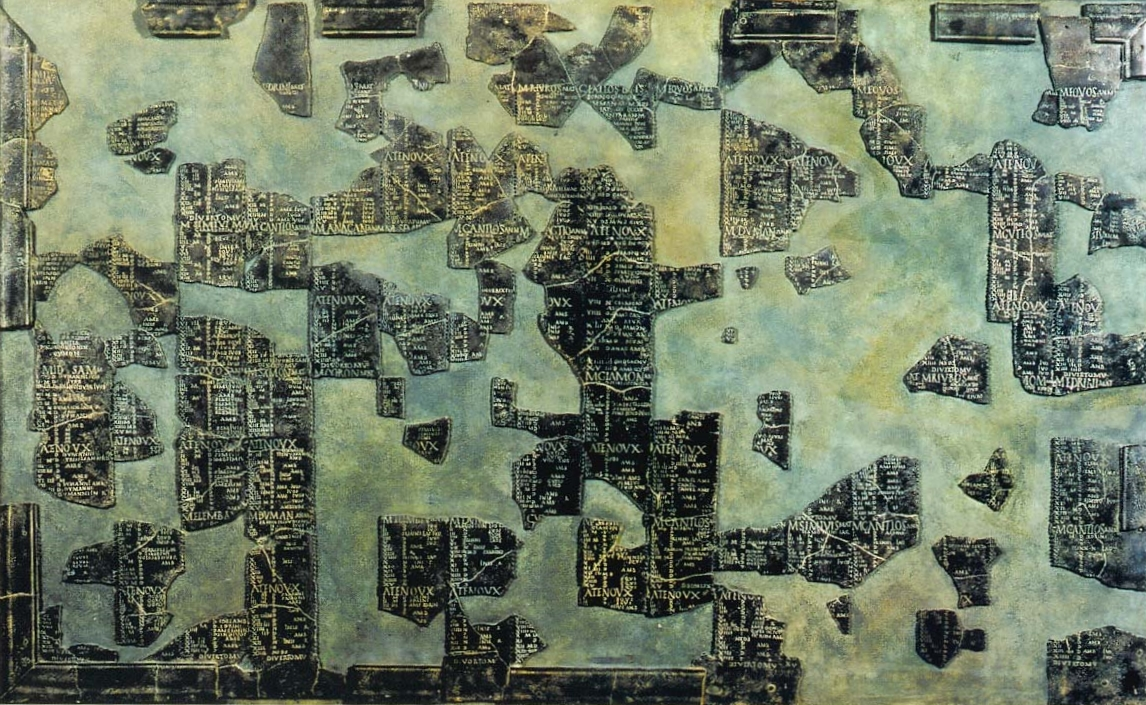
Le calendrier de Coligny.

Le calendrier de Coligny est le plus important document archéologique en langue gauloise ; il est daté du IIe siècle apr. J.-C. et appartient donc à l'époque gallo-romaine. Il s'agit d'une table (fragmentée) de 1,50 m sur 0,90 m, qui comporte 2 000 mots placés sur 16 colonnes et 2 200 lignes. Il est révélateur des connaissances des druides en astronomie, ce que Jules César avait déjà noté dans ses Commentaires sur la Guerre des Gaules :
« Le mouvement des astres, l'immensité de l'univers, la grandeur de la terre, la nature des choses, la force et le pouvoir des dieux immortels, tels sont en outre les sujets de leurs [les druides] discussions : ils les transmettent à la jeunesse. »
— Jules César, Commentaires sur la Guerre des Gaules, Livre VI, 14.
Découvert en 1897 sur la commune de Coligny dans l’Ain (territoire des Ambarres), il est exposé au musée gallo-romain de Fourvière à Lyon.

### Les mois du calendrier
Les douze mois avec leur durée et leur attribut sont :
- Samonios (30 jours, mat),
- Dumannios (29 jours, anmat),
- Riuros (30 jours, mat),
- Anagantios (29 jours, anmat),
- Ogronios (30 jours, mat),
- Cutios (30 jours, mat),
- Giamonios (29 jours, anmat),
- Simivisonnios (30 jours, mat),
- Equos (30 jours, anmat),
- Elembivios (29 jours, anmat),
- Edrinios (30 jours, mat),
- Cantlos (29 jours, anmat) ;

auxquels il faut ajouter les deux mois supplémentaires :
- Ciallos (entre Cutios et Giamonios,  30 jours, mat)
- Quimon (entre Cantlos et Samonios, 30 jours, mat).

## Compléments